# Мулленвег, Мэтт
Мэтью «Мэтт» Чарльз Мулленвег (англ. Matthew Charles "Matt" Mullenweg; 11 января 1984 года, Хьюстон, Техас, США) — американский программист, предприниматель, менеджер и музыкант; создатель и основной разработчик распространяемой по лицензии GNU GPL системы управления содержимым сайта с открытым исходным кодом WordPress; основатель, владелец и руководитель девелоперской компании Automattic и некоммерческой организации WordPress Foundation, поддерживающей инфраструктуру WordPress; член совета директоров некоммерческого издания Grist; поддерживает ряд филантропических организаций, в частности Архив Интернета, Electronic Frontier Foundation, Фонд свободного программного обеспечения, Long Now Foundation и Innocence Project; участник и докладчик множества международных конференций.

## Биография
Мэтью Мулленвег родился 11 января 1984 года в Хьюстоне (Техас, США).
Он обучался в Высшей школе изобразительных искусств (англ. High School for the Performing and Visual Arts) в Монтрозе (англ. Montrose) где изучал игру на саксофоне и джаз.
В 12 лет открыл свою первую страницу в интернете, а к 18 создал блог.
Мэтт изучал политологию в Хьюстонском университете.
В июне 2002 года, после поездки в Вашингтон, для размещения фотографий в своём блоге Photomatt.net начал использовать программу с открытым кодом b2/cafelog британца Майкла Литтла (англ. Mike Little), в которую внёс небольшие изменения.
В 19-летнем возрасте на первом курсе университета в январе 2003 года прекратил заниматься разработкой b2 и объявил в своём блоге о планах создания программного обеспечения построенных на современных стандартах.
Он связался с Майклом Литтлом и они вместе взялись за разработку новой платформы взяв за основу код b2.
В 2004 году вместе Эриком Майером и Тантеком Челиком основали Global Multimedia Protocols Group, создав один из первых микроформатов XHTML Friends Network, отражающий связь между людьми.
В апреле 2004 года с Дугалом Камбеллом (англ. Dougal Campbell) разработали инструмент Ping-O-Matic для уведомления поисковиков по блогам об изменениях.
В следующем месяце ведущий на тот момент его конкурент Movable Type объявил о радикальном изменении цен.
В апреле 2004 года бросил обучение и поступил на работу в CNET и переехал в Сан-Франциско, сосредоточившись на разработке платформы для блогинга.
Мулленвег анонсировал bbPress в декабре 2004 года.
После нескольких месяцев работы в феврале 2005 года был представлен WordPress 1.5 «Strayhorn», который собрал более 900 000 загрузок.
В августе 2005 года Мулленвег создал компанию Automattic для развития своих разработок.
В октябре 2005 года Мэтт уволился из CNET чтобы сосредоточиться WordPress и на своём спам фильтре Akismet.
В декабре 2005 года Мулленвег представил свою компанию Automattic, в которую к тому моменту перешли ведущие разработчики WordPress.
В 2005 году Мэтт отклонил предложения нескольких венчурных капиталистов приобрести WordPress, опасаясь, что кто-то может превратить его детище в коммерческий продукт: «Я сопротивлялся превращению WordPress в бизнес отчасти потому, что ещё не встречал никого, кто бы мог соединить бизнес с моей философией».

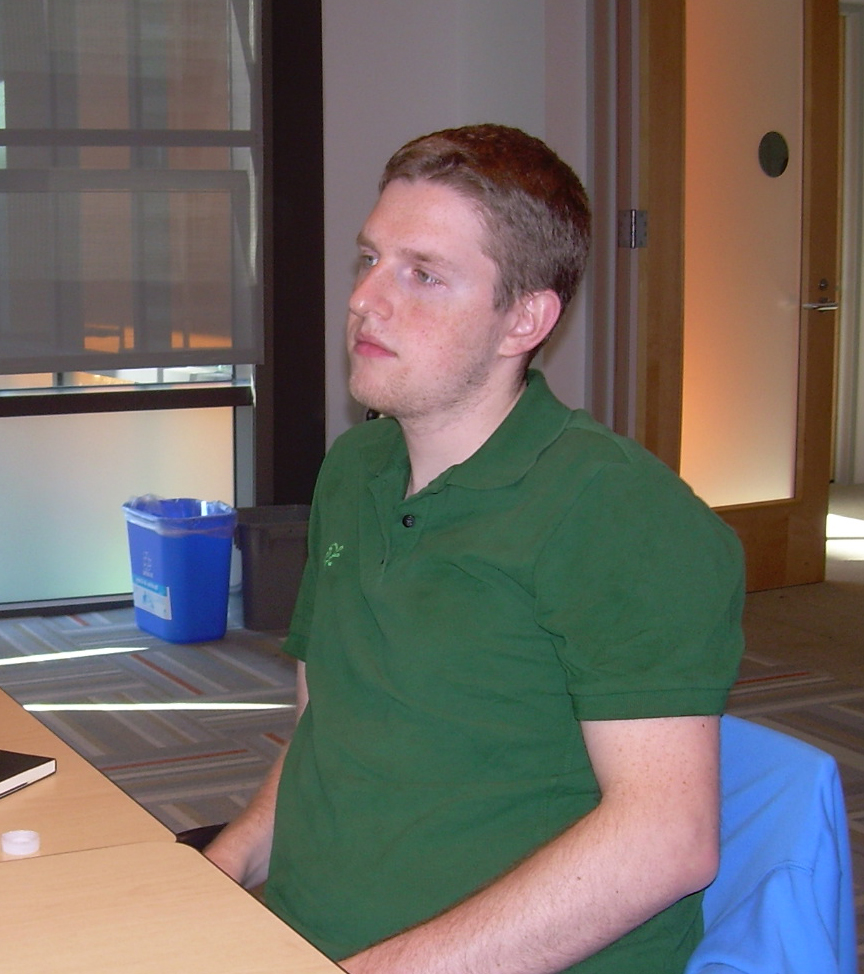
Мэтт Мулленвег в 2006 году

В январе 2006 года Мулленвег привлёк на работу в Automattic создателя Oddpost незадолго перед этим продавшего свой сервис Yahoo! за 29 млн долларов США и ставшим исполнительным директором гиганта Тони Шнейдера (англ. Toni Schneider).
В апреле 2007 года Automattic привлёк 1,1 млн долларов США инвестиций от Polaris Ventures, True Ventures, Radar Partners и CNET.
В январе 2008 года, в одном из следующих раундов инвестиций Мулленвегу удалось привлечь уже 29,5 млн долларов США от Polaris Ventures, True Ventures, Radar Partners и New York Times Company.
В июле 2008 года Мулленвег появился на обложке Linux Journal в футболке «Бойцовского клуба».
Позже в том же месяце San Francisco Chronicle поместила его на обложке, отметив, что сайт WordPress.com занял 31 место по данным Alexa с 90 млн ежемесячных просмотров.
В сентябре 2008 года Мулленвег был назван журналом Inc. в числе 30 ведущих предпринимателей и журналом Businessweek среди 25 самых влиятельных молодых людей в Интернете.

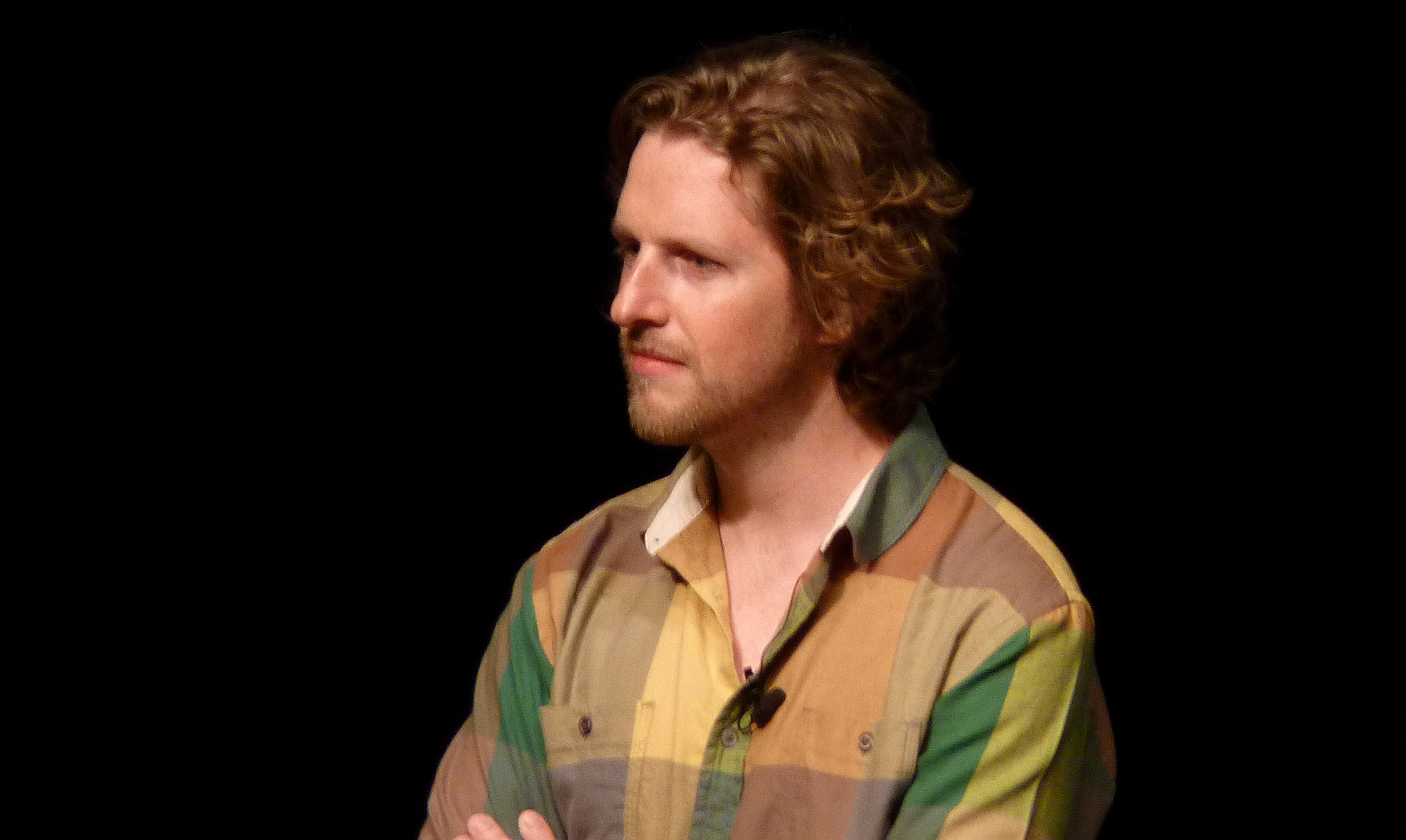
Мэтт Мулленвег в 2013 году

В январе 2009 года San Francisco Business Times сообщило, что WordPress растёт быстрее чем сервис блогов, принадлежащих Google.
В феврале 2009 года Power Magazine назвал Мулленвега «принцем блогов».
В мае 2009 года, из-за нежелания Мулленвега потворствовать цензуре WordPress.com был заблокирован китайским Золотым щитом.
В январе 2014 года Мулленвег сам стал директором Automattic, вместо Тони Шнейдера, который занялся новыми проектами компании.
Через несколько месяцев он привлёк в компанию 160 млн долларов США, оценивая её в 1 млрд долларов.